# Clase Almirante Maximiano
El Buque Polar Almirante Maximiano fue adquirido por la Armada de Brasil para apoyar las actividades desarrolladas por el Programa Antártico Brasileño y la Estación antártica Comandante Ferraz. Ante la necesidad de contar con una embarcación específica para la investigación realizada en la Región Antártica y que eventualmente sirviera como sustituto del Ary Rongel (H44), la Armada seleccionó al Ocean Empress en el mercado internacional, y la Armada inició el proceso de obtención.

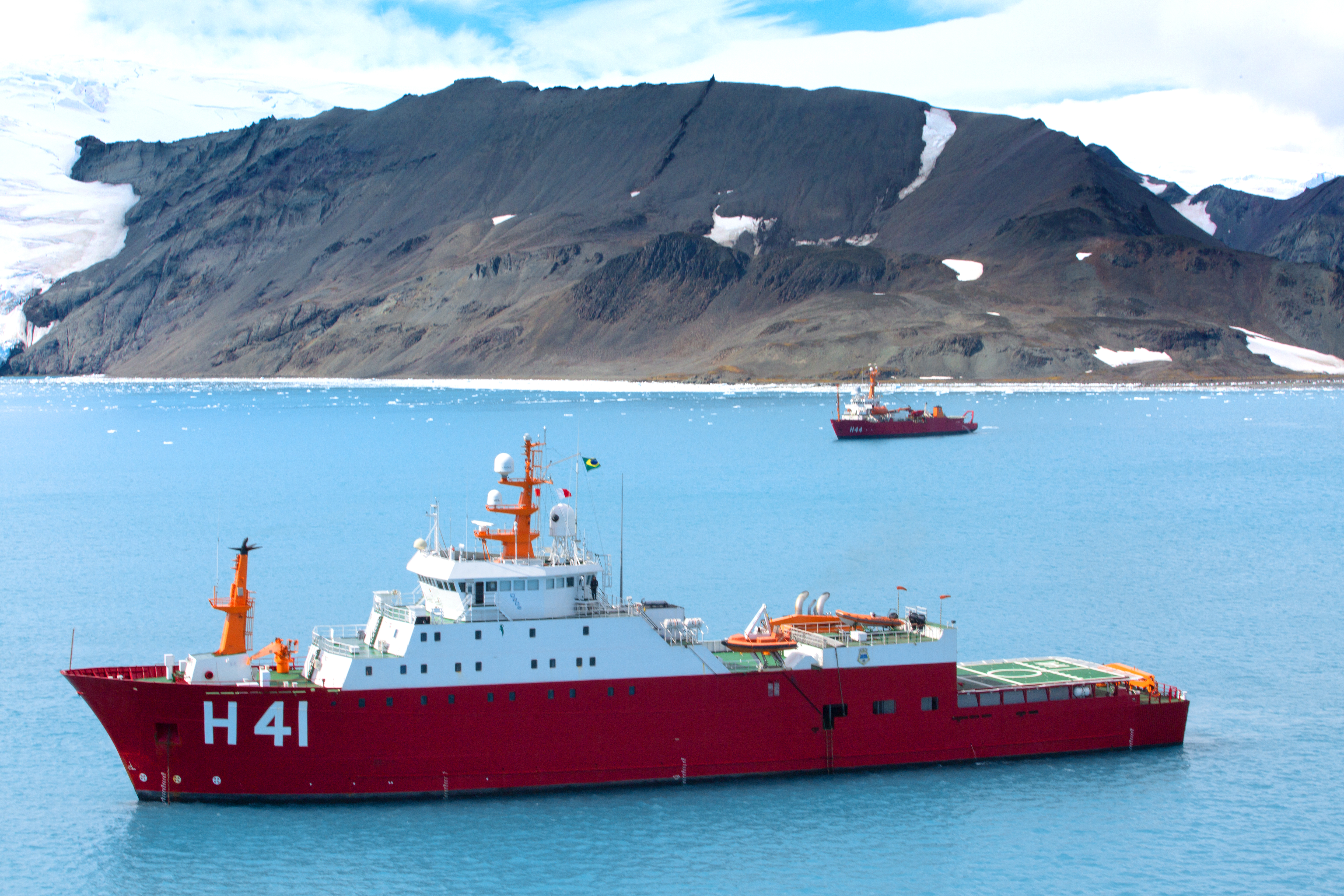
El Alte. Maximiano en la Estación antártica Comandante Ferraz

El barco se convirtió de acuerdo con los requisitos especificados por la Armada en el astillero BREDO en Bremerhaven, Alemania, para garantizar su capacidad para operar de manera segura en la región antártica sin restricciones.
La conversión del barco incluyó la construcción de una cubierta de vuelo en la popa del barco sobre la cubierta existente; la construcción de un hangar para albergar 2 helicópteros; un compartimiento de instalación de laboratorio seco y húmedo, ubicado debajo de la cabina de vuelo; instalación de laboratorios de investigación científica: 3 laboratorios secos, de 50 m² cada uno; y 2 laboratorios húmedos, de 20 m² cada uno.

## Características
- Desplazamiento: 5450 toneladas
- Dimensiones: 93,4 m de largo y 82,21 m entre pp, 13,4 m de manga, 6,59 m de calado.
- Velocidad: 13 nudos
- Aeronave: 2 helicópteros Helibras UH-12/13 Esquilo
- Tripulación: 106, siendo 76 militares y 30 investigadores